# Kasteel van Bussy-Rabutin
Het Kasteel van Bussy-Rabutin (Frans: Château de Bussy-Rabutin) is een kasteel in de Franse gemeente Bussy-le-Grand. Het is een historisch monument.

## Historische terugblik
Dit kasteel kent een lange en complexe geschiedenis. In de 14e eeuw was het een herenwoning van een aantal Bourgondische families waaronder de Châtillon en Rochefort. In 1602 kocht François de Rabutin de baronie van Bussy en renoveerde het kasteel. Zijn kleinzoon Roger de Bussy-Rabutin die door Lodewijk XIV van het Franse hof werd verbannen, richtte het interieur van het kasteel op een unieke manier opnieuw in. Dat bepaalt nog steeds voor een groot gedeelte het imago van het gebouw.
In 1792 werd het kasteel onder sekwester geplaatst en het meubilair verkocht. Eigenaars volgden elkaar op en het kasteel verviel tot de burgemeester van Bussy-le-Grand in 1820 het kasteel voor verder verval behoedde. Jean-Baptiste de Sercus kocht het in 1832 en startte een complete en nieuwe renovatie. In 1929 werd de Franse staat eigenaar. In een van de torens is de kapel ondergebracht.

## Het interieur
Roger de Bussy-Rabutin verzamelde ongeveer 300 schilderijen waarvan een aantal kopieën zijn van bestaande werken. Hij liet ze inwerken in de houten lambrisering van de kamers, waardoor die ook beter geïsoleerd werden. De schilderijen weerspiegelen de geschiedenis van Frankrijk via portretten van heersers van vroeger en van zijn tijd. Voor het kabinet van de Gouden Toren leverden zijn vrienden portretten op zijn vraag.

## Rondom het kasteel
Bussy-Rabutin is voorzien van een slotgracht en een grote tuin met waterpartijen. Aan de achterzijde staat een grote duiventoren.

## Afbeeldingen

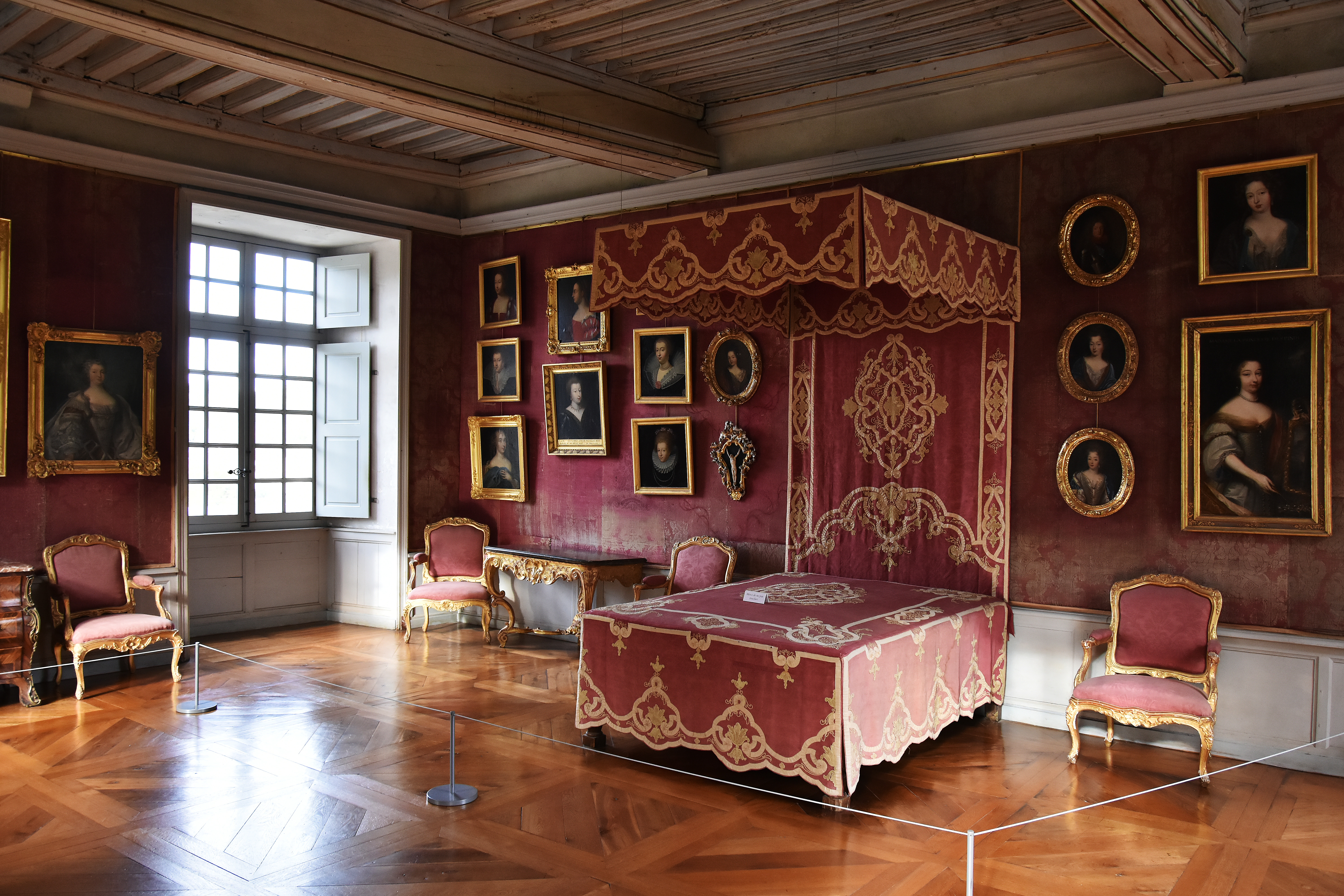
Een slaapkamer in het kasteel
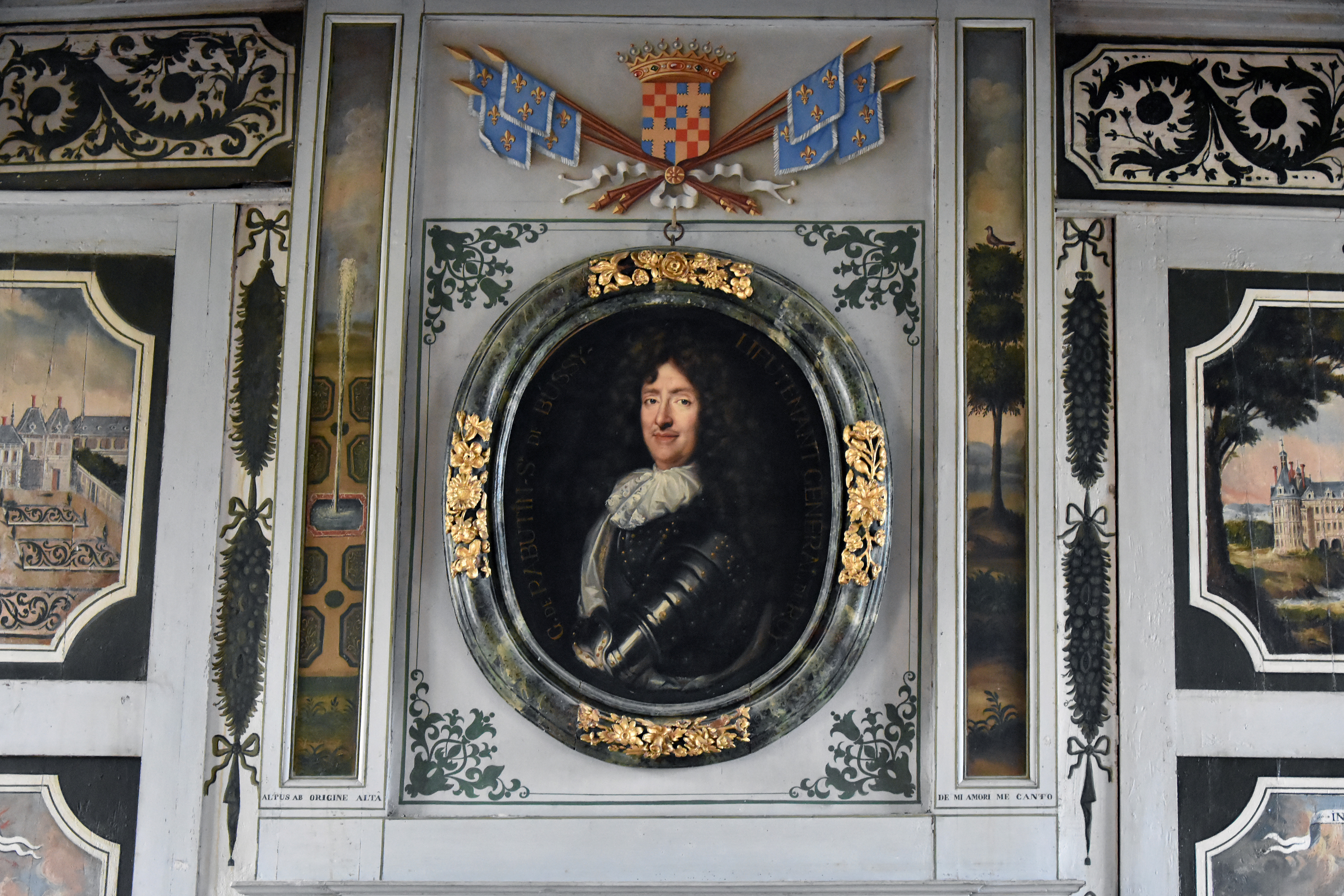
Roger de Bussy-Rabutin als luitenant-generaal van het Frans leger in de lambrisering
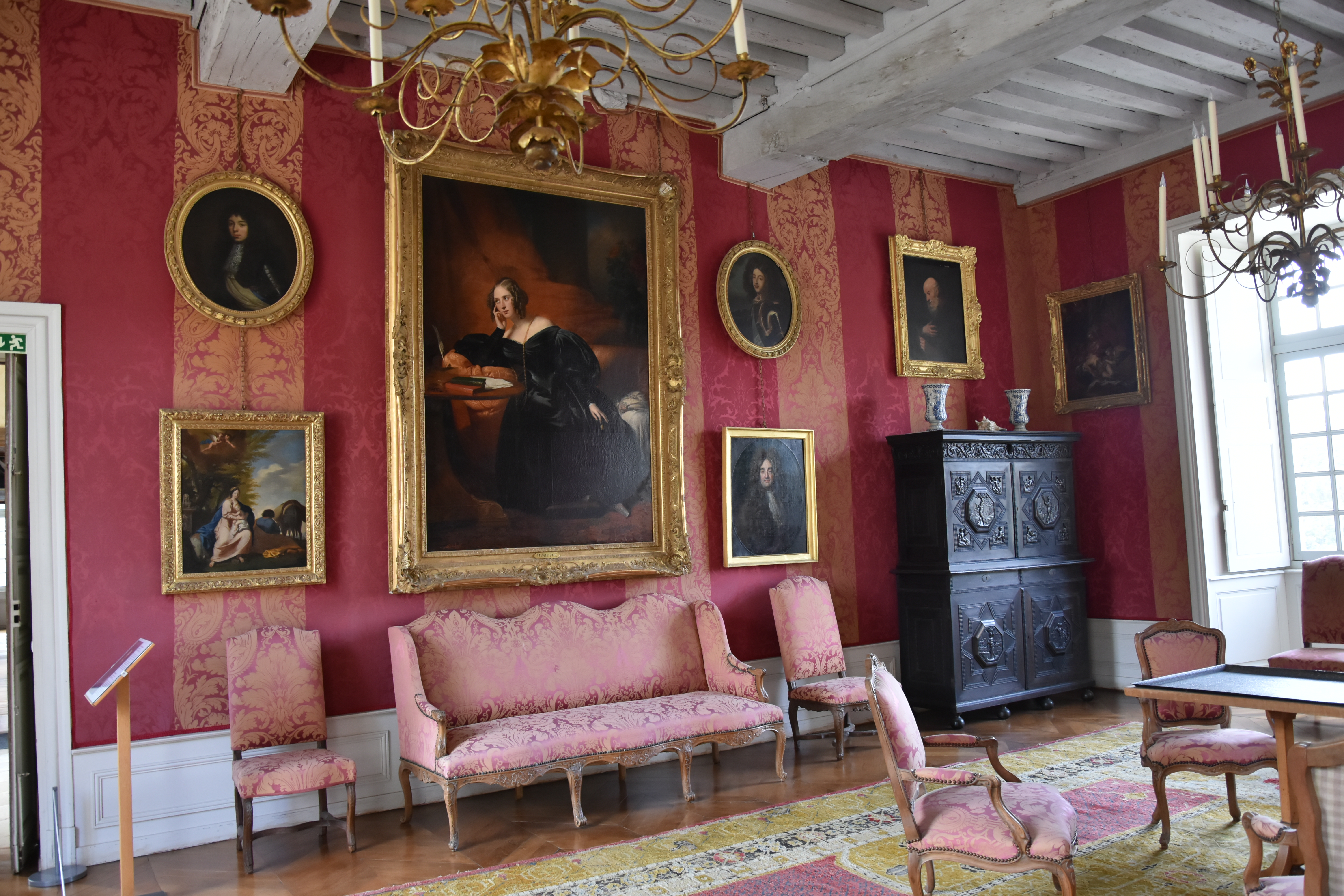
Appartement van de graaf van Sarcus